# La Martyre
La Martyre är en kommun i departementet Finistère i regionen Bretagne i västra Frankrike. Kommunen ligger i kantonen Ploudiry som tillhör arrondissementet Brest. År 2022 hade La Martyre 756 invånare.

## Befolkningsutveckling
Antalet invånare i kommunen La Martyre
Referens:INSEE